# Andrija Gerić

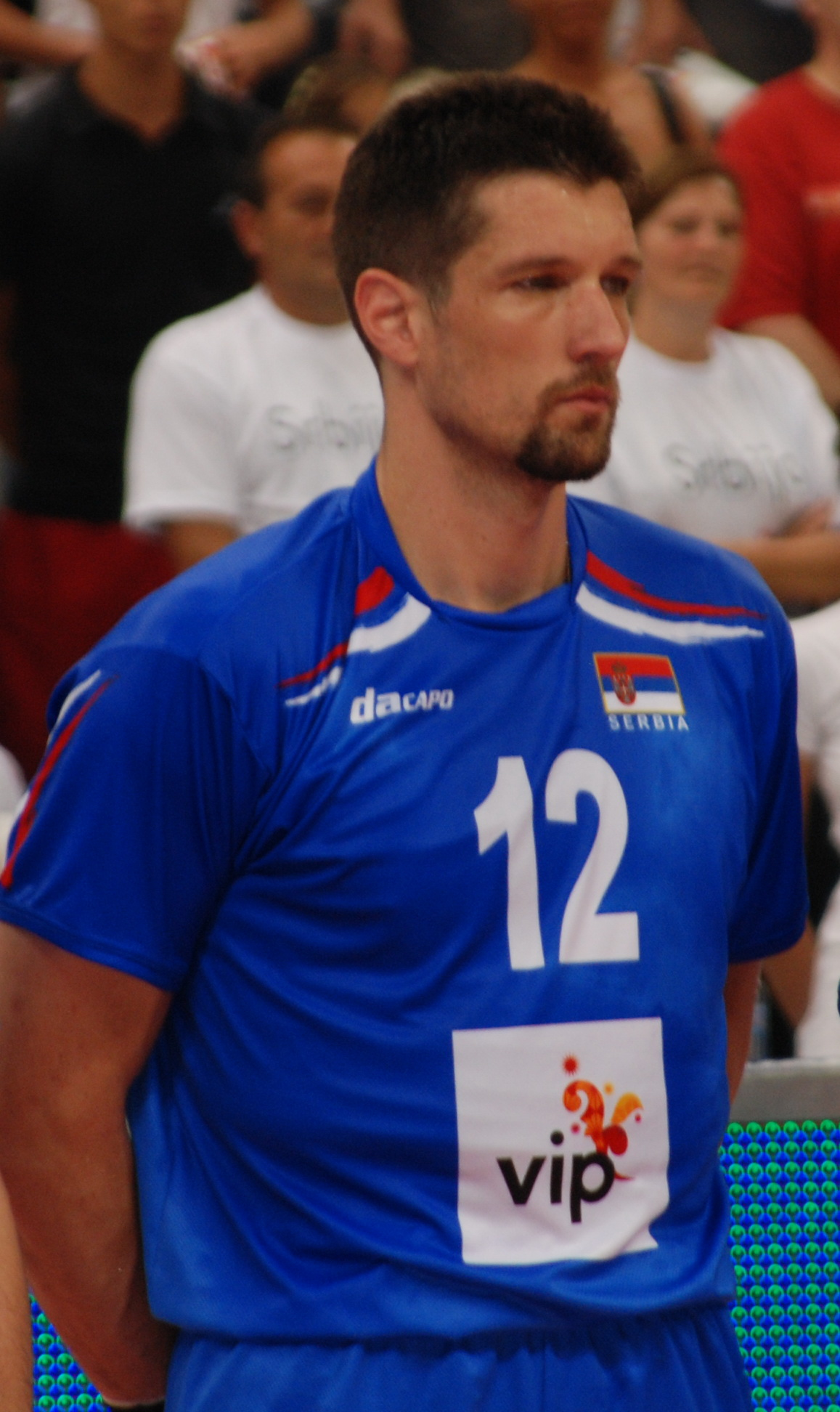
Andrija Gerić

Andrija Gerić, kyrillisch Андрија Герић, (* 24. Januar 1977 in Novi Sad) ist ein ehemaliger serbischer Volleyballspieler. Seine Position war der Mittelblock. Zuletzt spielte er beim türkischen Erstligisten Fenerbahçe Grundig.

## Medaillenspiegel
- Weltmeisterschaft:
  - Silber – 1998

- Olympische Spiele:
  - Gold – 2000
  - Bronze – 1996

- Europameisterschaft:
  - Gold – 2001
  - Silber – 1997
  - Bronze – 1999, 2005

- Weltliga:
  - Silber – 2003, 2005

## Clubs
| Klub                  | Land         | Von  | Bis  |
| OK Vojvodina Novi Sad | Jugoslawien  | 1991 | 1999 |
| Bossini Montichiari   | Italien      | 1999 | 2001 |
| Lube Macerata         | Italien      | 2001 | 2002 |
| Icom Latina           | Italien      | 2002 | 2003 |
| Lube Macerata         | Italien      | 2003 | 2008 |
| Panathinaikos Athen   | Griechenland | 2008 | 2009 |
| Top Volley Latina     | Italien      | 2009 | 2010 |
| Fenerbahçe Istanbul   | Türkei       | 2010 | 2011 |
| OK Vojvodina Novi Sad | Serbien      | 2011 | 2012 |